# René Lacoste
René Lacoste (Parijs, 2 juli 1904 – Saint-Jean-de-Luz, 12 oktober 1996) was een Franse tennisser, ontwerper van de polo en tevens oprichter van het kledingmerk Lacoste.

## Jeugd
Lacoste had als jongetje al een zwakke gezondheid. Daarom besloten zijn ouders om van de stad naar een landhuis in Courbevoie te verhuizen. Lacoste kreeg de beste opleidingen en kwam al snel in aanraking met tennis, dat in die tijd een echte elitesport was. Op zijn vijftiende kreeg hij de gelegenheid om de eerste vedette uit de tennisgeschiedenis, de Amerikaan Big Bill Tilden, aan het werk te zien en in Parijs kreeg hij les van de beste leraren die Frankrijk rijk was.
In 1921, op 17-jarige leeftijd speelde hij zijn eerste wedstrijd op Wimbledon, maar dit werd geen succes. De jonge Lacoste was een zeer slimme jongen en zijn vader wilde dan ook dat hij voor ingenieur zou gaan studeren, maar Lacoste was zo in de ban van het tennis dat hij hard trainde. Hij liep elke dag wel twaalf kilometer, bestudeerde aandachtig de greep op zijn racket en kreeg les van de Franse kampioene Suzanne Lenglen. Lacoste leerde zijn krachten goed te doseren en ontwikkelde een 'style de métronome' waarmee hij later vele grote tennissers zou verslaan.

## Tenniscarrière
Toen hij op 19-jarige leeftijd, in 1923 indoorkampioen van Frankrijk werd, werd hij lid van de Franse Davis-Cupploeg en hij moest datzelfde jaar nog naar Boston om tegen Australië spelen. In Boston kwam hij een kapitein tegen met een prachtige koffer van krokodillenleer en sloot een deal: als hij zijn wedstrijd tegen Australië zou winnen, kreeg hij de koffer. Hij won niet en later in de pers vertelde hij de journalist van Boston Globe over de weddenschap. In het artikel in Boston Globe stond dit als het volgt vermeld: “Lacoste heeft gisteren weliswaar zijn koffer van krokodillenleer verloren, maar daartegenover staat dat hij als een ware alligator heeft gespeeld!” Dit incident zorgde ervoor dat zijn vrienden hem “le Crocodile” gingen noemen.
Hij won daarna ook nog het Franse kampioenschap en Wimbledon. In 1926 begint hij zich zorgen te maken om zijn kleding want tenniskleding in die tijd was niet echt sportief. Op Wimbledon rilde hij van de kou en op Forest Hills in de Verenigde Staten zweette hij zich kapot. Hij bedenkt een tennisshirt met korte mouwen in een speciaal weefsel, jersey petite piqué genaamd. Er zit katoen in zodat transpiratie goed wordt geabsorbeerd en gebreid met een meer open structuur, zodat het de warmte makkelijker doorlaat, en afkoelende wind makkelijker erdoorheen komt. ‘Jersey’ staat voor een fijn breisel en ‘petite piqué’ staat voor ‘kleine prik of steek’, dat verwijst naar de soort breisteek die gebruikt is om dit open korrelstructuureffect te verkrijgen. En zo ontstond, in de geschiedenis de inmiddels wereldberoemde Lacoste polo. Dit was zijn tweede uitvinding nadat hij in 1924 zijn ingenieursstudie afmaakte en een ballenkanon uitvond. Zijn vader begon hem in het zakenleven te betrekken en even later ontwikkelde René een nieuw model van de Hispano Suiza. Maar in tussentijd stopte hij ook niet met tennissen en won als enige van de Franse ploeg een partij, en dan nog van de grote Bill Tilden. Maar zijn nieuwe shirt veroorzaakte een klein schandaal in de tenniswereld met zijn strenge kledingregels. Het shirt zit volgens de president van de tennisbond veel te strak, maar er wordt niets aan gedaan. Lacoste wint nog een paar toernooien zoals het Amerikaanse grandslamtoernooi en Roland Garros. In tussentijd heeft zijn vriend, die tevens zijn 'ontwerper' was, een logo ontwikkeld; een lachende krokodil. René is er zeer trots op.
Nadat hij in 1928 Wimbledon en in 1929 Roland Garros nog eens won leek het er sterk op dat het zakenleven al zijn aandacht begon te vergen en zijn gezondheid liet hem ook in de steek.
Lacoste wordt in Frankrijk als tennisser nog steeds sterk geëerd. Het hoofdstadion van het Stade Roland-Garros in Parijs, de Court Philippe Chatrier, heeft aparte benamingen voor de vier tribunes langs de vier zijden van het tenniscourt. Elke tribune draagt de naam van een tennisspeler. René Lacoste, Jacques Brugnon (Toto), Jean Borotra (de springende Bask) en Henri Cochet hebben in Frankrijk de status van legendarische tennisspelers, waren alle vier actief in de jaren twintig en dertig en worden gezamenlijk aangeduid als les Quatre Mousquetaires (de Vier Musketiers), De vier vormden samen de Franse ploeg, onder leiding van kapitein Pierre Gillou, die de Davis Cup-zege van 1927 voor Frankrijk behaalden, wat de directe reden was voor de bouw van het tenniscomplex, en jaar na jaar bleven ze de laureaten tot en met de Davis Cup 1932. Naast het individueel eerbetoon met de benaming van de tribune hebben de Vier Musketiers samen een herdenkingsmoment op het tennisterrein op de Place des Mousquetaires, de ruimte tussen Court Philippe Chatrier en baan 1. Tot slot is ook de beker voor de winnaar van het heren-enkelspel-toernooi vernoemd naar de vier, La Coupe des Mousquetaires.
Ook internationaal is er erkenning. In 1976 werd René Lacoste, overigens samen met zijn drie bloedbroeders, opgenomen in de prestigieuze Tennis Hall of Fame.

## Ondernemer
In 1932 zette Lacoste een punt achter zijn tenniscarrière maar hij bleef ook daarna actief in de sport door zijn uitvindingen. Naast de uitvinding van het ballenkanon en het poloshirt heeft Lacoste tijdens zijn tenniscarrière nog meer vernieuwingen in het tennis gebracht. Zo maakte hij groeven in de handgreep van zijn houten racket om een betere grip te hebben. Later wond hij kleefband om de handgreep. In de jaren zestig lanceerde René het metalen tennisracket met een techniek die de trilling van de snaren reduceerde, wat de precisie van de slagen verhoogde. Het metalen racket van Lacoste leverde tussen 1966 en 1978 46 grandslam-titels op.
Zijn "uitvinding", het tennisshirt, deed hij jarenlang kennissen en vrienden op verzoek van de hand en hij leerde via het tennis, dat hij bleef volgen, André Giller kennen, de eigenaar van een grote breifabriek. Ze besloten het shirt te commercialiseren en in 1933 kwam de eerste witte polo op de markt, mét het groene krokodilletje. Het kledingmerk – dat zich nu niet meer beperkt tot polo's en sportkledij, maar ook parfums, horloges, brillen en schoenen omvat – was geboren.

## Prestatietabel grand slams
| Legenda | Legenda                          |
| ------- | -------------------------------- |
| g.t.    | geen toernooi gehouden           |
| l.c.    | lagere categorie                 |
| –       | niet deelgenomen                 |
| G       | uitgeschakeld in de groepsfase   |
| 1R      | uitgeschakeld in de eerste ronde |
| 2R      | uitgeschakeld in de tweede ronde |
| 3R      | uitgeschakeld in de derde ronde  |
| 4R      | uitgeschakeld in de vierde ronde |
| KF      | uitgeschakeld in de kwartfinale  |
| HF      | uitgeschakeld in de halve finale |
| F       | de finale verloren               |
| W       | het toernooi gewonnen            |
| w-v     | winst/verlies-balans             |

### Enkelspel
| Toernooi        | 1922      | 1923      | 1924      | 1925 | 1926 | 1927 | 1928 | 1929 | 1932 |
| --------------- | --------- | --------- | --------- | ---- | ---- | ---- | ---- | ---- | ---- |
| Australian Open | –         | –         | –         | –    | –    | –    | –    | –    | –    |
| Roland Garros   | Nationaal | Nationaal | Nationaal | W    | F    | W    | F    | W    | 4R   |
| Wimbledon       | 1R        | 4R        | F         | W    | –    | HF   | W    | –    | –    |
| US Open         | –         | 3R        | KF        | KF   | W    | W    | –    | –    | –    |

### Dubbelspel
Lacoste speelde samen met Jean Borotra.
| Toernooi        | 1922      | 1923      | 1924      | 1925 | 1926 | 1927 | 1928 | 1929 | 1932 |
| --------------- | --------- | --------- | --------- | ---- | ---- | ---- | ---- | ---- | ---- |
| Australian Open | –         | –         | –         | –    | –    | –    | –    | –    | –    |
| Roland Garros   | Nationaal | Nationaal | Nationaal | W    | –    | F    | –    | W    | –    |
| Wimbledon       | –         | HF        | 1R        | W    | –    | 3R   | 3R   | –    | –    |
| US Open         | –         | –         | –         | –    | –    | –    | –    | –    | –    |

### Gemengd dubbelspel
Lacoste speelde met Hazel Hotchkiss-Wightman.
| Toernooi        | 1922 | 1923 | 1924 | 1925 | 1926 | 1927 | 1928 | 1929 | 1932 |
| --------------- | ---- | ---- | ---- | ---- | ---- | ---- | ---- | ---- | ---- |
| Australian Open | –    | –    | –    | –    | –    | –    | –    | –    | –    |
| Roland Garros   | –    | –    | –    | –    | –    | –    | –    | –    | –    |
| Wimbledon       | –    | 2R   | –    | –    | –    | –    | –    | –    | –    |
| US Open         | –    | –    | –    | –    | F    | F    | –    | –    | –    |